# 1800 dans les chemins de fer
chronologie des chemins de fer
1799 dans les chemins de fer - 1800 - 1801 dans les chemins de fer
Cet article présente les faits marquants de l'année 1800 dans les chemins de fer.

## Évènements
- en Angleterre, construction par George Overton[1], de la voie ferrée reliant la mine de fer de Pen-y-Darren à Abercynon, sur laquelle va rouler la locomotive de Pen-y-Darren construite par Richard Trevithick.

## Naissances
- 14 février : Stéphane Mony, ingénieur, industriel et homme politique français, participer à la construction du chemin de fer reliant Paris à Saint-Germain († 10 mars 1884).
- 7 septembre : Sidney Breese, homme politique américain († 27 juin 1878).
- 3 décembre : Émile Pereire, financier et homme politique français, avec son frère Isaac Pereire, il créera et dirigera plusieurs compagnies de chemins de fer en Europe († 6 janvier 1915)[2].